# Aloizy Ehrlich

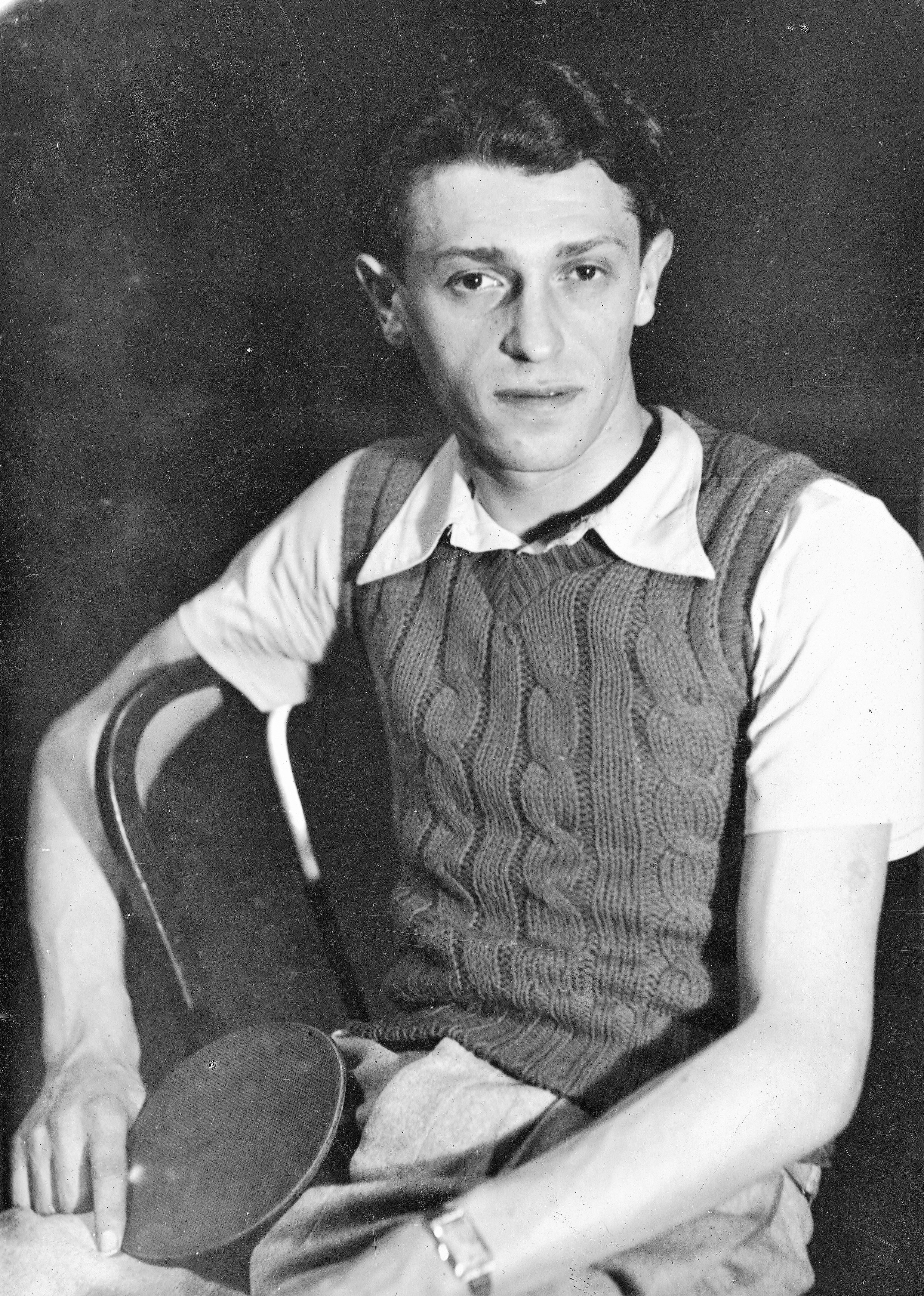
Aloizy Ehrlich, 1936

Aloizy „Alex“ Ehrlich (* 1. Januar 1914 in Komańcza, Österreich-Ungarn; † 7. Dezember 1992 in Saint-Denis) war ein französischer Tischtennisspieler polnischer Abstammung. Er wurde dreimal Vizeweltmeister im Einzel.

## Aktive Zeit in Polen und Frankreich
Alex Ehrlich wuchs in Lemberg auf, wo er vermutlich Mitte der 1920er Jahre mit dem Tischtennisspielen begann. Anfang der 1930er Jahre siedelte er nach Frankreich über. Er vertrat Polen zwischen 1934 und 1949 achtmal bei Weltmeisterschaften. Dabei gewann er dreimal die Silbermedaille im Einzel: Er unterlag in den Endspielen 1936 dem Tschechen Stanislav Kolář sowie 1937 und 1939 jeweils dem Österreicher Richard Bergmann. Mit der polnischen Mannschaft holte er 1935 und 1936 Bronze.
1934 wurde er bei der Wahl der zehn besten polnischen Sportler auf Platz 8 gewählt. 1939 trainierte Ehrlich die ägyptische Nationalmannschaft als Vorbereitung auf die WM.
Ehrlich wurde als Jude 1943 von den Nationalsozialisten nach Auschwitz-Birkenau deportiert, wo er als Profispieler erkannt und deswegen vor dem Tod in der Gaskammer bewahrt wurde. Zwischen 1945 und 1949 wanderte er erneut nach Frankreich aus und ließ sich in Paris nieder. Nach dem Zweiten Weltkrieg wurde er, da er im Ausland lebte, von der polnischen Nationalmannschaft zur Persona non grata erklärt. Von 1952 bis 1963 spielte er schließlich für die französische Tischtennisnationalmannschaft, wo er sechsmal für Weltmeisterschaften nominiert wurde. 1957 erreichte er im Einzel das Viertelfinale.

## Weitere Erfolge
1934/35 wurde Alex Ehrlich polnischer Meister. Zudem siegte er noch mehrmals bei Internationalen Meisterschaften:
- 1935/36 Internationaler Englischer Meister
- 1937/38 Internationaler Französischer Meister
- 1938/39 Internationaler Französischer Meister
- 1949/50 Internationaler Irischer Meister
- 1950/51 Internationaler Irischer Meister
- 1950/51 Internationaler Englischer Meister
- 1950/51 Internationaler Holländischer Meister
- 1950/51 Internationaler Schweizer Meister im Doppel
- 1955/56 Internationaler Deutscher Meister
- 1956/57 Internationaler Holländischer Meister

## Legendärer Ballwechsel
Legendär war Ehrlichs Match 1936 gegen den Rumänen Farkas Paneth, weil dieses mehr als zwei Stunden dauerte. Dies führte – neben anderen langen Matches – 1937 zur Einführung der Zeitregel, welche die Zeitdauer eines Spieles begrenzen soll.
Bei der Tischtennisweltmeisterschaft 1936 in Prag traten die Mannschaften von Polen und Rumänien gegeneinander an. Hier musste Ehrlich sich mit dem Abwehrspieler Farkas Paneth auseinandersetzen. Paneth erwartete, dass Ehrlich angreifen würde. Stattdessen schupfte dieser den Ball nur auf Paneths Rückhandseite. Paneth seinerseits retournierte immer wieder auf Ehrlichs Rückhand. Dieser Ballwechsel dauerte zwei Stunden und zwölf Minuten. Der Ball ging dabei laut verschiedenen Angaben 9.000 bis 12.000 mal über das Netz. Der Ballwechsel endete, als Ehrlich den Ball versehentlich auf Paneths Vorhandseite spielte; Paneth verschlug diesen Ball. 
Die Spieler stellten die Situation, die zum ersten Punkt nach 132 Minuten führte, unterschiedlich dar. Ehrlich behauptete, der Ball sei ihm vom Finger unkontrolliert auf Paneths Vorhand geflogen. Paneth dagegen machte eine Bananenschale, die von der Empore auf einen Nebentisch fiel, für seinen Fehlschlag verantwortlich.
Gemäß damaligen Berichten wurden während dieses längsten Ballwechsels zehn Schiedsrichter ausgewechselt. Ehrlich aß ein paar Würstchen mit Brötchen und Senf, ohne das Spiel zu unterbrechen. Auch soll er nebenbei eine Partie Schach gespielt haben.
Über den weiteren Fortgang dieses Spiels gibt es unterschiedliche Darstellungen. Manche Quellen geben an, dass der Rest des ersten Satzes von Ehrlich in relativ kurzer Zeit mit 21:6 gewonnen wurde, ebenso der zweite Satz mit 21:8. Andere Quellen besagen, dass der zweite Ballwechsel weitere 20 Minuten dauerte. Darauf warf Paneth seinen Schläger nach Alex Ehrlich und verließ entnervt die Halle. Das Match wurde beim Stand von 2:0 im ersten Satz abgebrochen.

## Nach der aktiven Karriere
Nach dem Ende seiner aktiven Karriere wirkte Alex Ehrlich in vielen Ländern als Trainer. Auch manche deutsche Vereine wurden von ihm trainiert, beispielsweise 1952 auch die besten Spieler von Bayern.
Er entwickelte einen Tischtennisroboter, den er 1964 in Malmö vorstellte. In Frankreich betrieb er ein Ferienzentrum mit Tischtennis-Trainingsangeboten.
Im Dezember 1992 starb Alex Ehrlich im Alter von 78 Jahren im Krankenhaus von Saint-Denis.

## Turnierergebnisse
| Verband | Veranstaltung     | Jahr | Ort       | Land | Einzel        | Doppel        | Mixed         | Team |
| ------- | ----------------- | ---- | --------- | ---- | ------------- | ------------- | ------------- | ---- |
| FRA     | Weltmeisterschaft | 1963 | Prag      | TCH  | letzte 256    | keine Teiln.  | keine Teiln.  |      |
| FRA     | Weltmeisterschaft | 1959 | Dortmund  | FRG  | letzte 256    | keine Teiln.  | keine Teiln.  |      |
| FRA     | Weltmeisterschaft | 1957 | Stockholm | SWE  | Viertelfinale | Scratched     | keine Teiln.  |      |
| FRA     | Weltmeisterschaft | 1955 | Utrecht   | NED  | letzte 128    | letzte 16     | letzte 64     |      |
| FRA     | Weltmeisterschaft | 1954 | Wembley   | ENG  | letzte 128    | letzte 32     | keine Teiln.  |      |
| FRA     | Weltmeisterschaft | 1952 | Bombay    | IND  | letzte 64     | letzte 16     | keine Teiln.  |      |
| POL     | Weltmeisterschaft | 1949 | Stockholm | SWE  | letzte 16     | letzte 16     | keine Teiln.  |      |
| POL     | Weltmeisterschaft | 1947 | Paris     | FRA  | Viertelfinale | keine Teiln.  | Scratched     |      |
| POL     | Weltmeisterschaft | 1939 | Kairo     | EGY  | Silber        | Viertelfinale | letzte 16     |      |
| POL     | Weltmeisterschaft | 1938 | Wembley   | ENG  | letzte 64     | letzte 16     | keine Teiln.  | 9    |
| POL     | Weltmeisterschaft | 1937 | Baden     | AUT  | Silber        | letzte 16     | keine Teiln.  | 4    |
| POL     | Weltmeisterschaft | 1936 | Prag      | TCH  | Silber        | letzte 64     | Viertelfinale | 3    |
| POL     | Weltmeisterschaft | 1935 | Wembley   | ENG  | Halbfinale    | letzte 16     | letzte 32     | 3    |
| POL     | Weltmeisterschaft | 1934 | Paris     | FRA  | Viertelfinale | letzte 32     | letzte 16     | 4    |

## Philatelie
Von der Post in Cluj-Napoca Rumänien wurde folgender Poststempel verwendet:
27. April 1996 Sonderstempel mit der Abbildung der Tischtennisspieler Farkas Paneth und Alex Ehrlich.